# LM-47
LM-47 (russisch ЛМ-47) ist der Name eines von dem Wagonoremontny Sawod in Leningrad (WARS, heute Peterburgski Tramwajno-Mechanitscheski Sawod, Sankt Petersburg, Russland) gebauten Straßenbahnfahrzeugs. Die Abkürzung LM bedeutet Leningradski Motorny (russisch Ленинградский Моторный, deutsch Leningrader Triebwagen), die Zahl 47 entspricht dem Entwicklungsjahr 1947. Gewöhnlich fuhren die Triebwagen im Paar mit LP-47-Beiwagen, der antriebslosen Variante des LM-47. Der Buchstabe P steht für Prizepnoi (russisch прицепной, deutsch Beiwagen). Die Minizüge aus LM-47-Triebwagen und LP-47-Beiwagen wurden oft als LM/LP-47 bezeichnet. Beide Wagen waren Einrichtungsfahrzeuge und verkehrten nur an Linien mit Wendeschleifen oder -dreiecken an den Streckenabschlüssen.
Nach dem Zweiten Weltkrieg bedurfte der Leningrader Straßenbahnverkehrsbetrieb akut der Ergänzung seines Fuhrparkes. Der bedeutende Teil der Vorkriegsfahrzeuge wurde während der Blockade Leningrads durch Luftangriffe oder Artilleriebeschuss zerstört oder schwer beschädigt und die Reparatur der übrig gebliebenen Wagen war der erste Schritt im Wiederaufbau des Betriebs. Einige beschädigte vierachsige LM-33-Trieb- und LP-33-Beiwagen behielten nur die Unterbaurahmen mit den Drehgestellen ohne den zerstörten Holzwagenkasten. Das WARS installierte auf diesen Fahrgestellen einen neuen, vollständig aus Metall gefertigten Wagenkasten. Solche Umbauten wurden als LM-47 (Triebwagen) und LP-47 (Beiwagen) bezeichnet. Doch die Zahl der dafür nutzbaren beschädigten LM/LP-33 war begrenzt, daher stellte sich für die Führung des Leningrader Straßenbahnverkehrsbetriebs die Frage nach der Entwicklung eines neuen Fahrzeuges. Ergebnis der daraufgerichteten Bemühungen war der Entwurf des LM/LP-49.
Die Praxis zeigte, dass die Kombination des LM-33-Fahrgestelles und des neuen Ganzmetall-Wagenkastens sehr schwer war und so die maximale Geschwindigkeit und Beschleunigung unter den gewünschten Werten blieb. Infolge dieses Umstandes, seiner Außenformen und teilweise cremefarbenen Anstriches hatte der Wagen den inoffiziellen Spitznamen „Elefant“ (russisch Слон). Die LM/LP-47 fuhren nur in Leningrad als Minizüge oder Solotriebwagen von 1947 bis 1973. Sie waren dauerhaft, sicher und zuverlässig, aber schwierig in der Steuerung.
Seit Ende der 1960er Jahre nahm die Führung der sowjetischen Verkehrsbetriebe die Fahrzeuge als veraltet aus dem Passagier-Betrieb. Ihr technischer Zustand war noch recht gut, daher wurden sie alle als verschiedene Hilfsfahrzeuge weiterverwendet. Später wurde ein LM/LP-47-Hilfszug für Museumszwecke zurück in den ursprünglichen Zustand versetzt.

## Weiterführende Informationen